# Evereve
Evereve – niemiecka grupa istniejąca od 1993 roku, wykonująca gothic metal z elementami industrialu. 

## Skład zespołu
- Tom Sedotschenko - Wokal
- Stephan Kiefer - Gitara
- Thorsten Weissenberger - Gitara
- Stefan Müller - Gitara basowa
- Marc Werner - Perkusja
- Michael Zeissl - Keyboard

## Dyskografia
- Seasons (1997)
- Stormbirds (1998)
- Regret (1999)
- E-mania (2001)
- .enetics (2002)
- Tried and Failed (2005)
- E-Mission (2010)